# 枚文和
枚文和（1927年6月1日—1971年5月14日），當時譯作梅文和，越南男子乒乓球运动员。他曾获得1959年世界乒乓球锦标赛男子团体季军。他也参加了1958年亚洲运动会乒乓球比赛，获得男子双打和男子团体金牌。